# Rudolf Buurma
Rudolf Buurma (Oranjewoud, 17 december 1963) is voormalig directeur van SALTO, bekend door de uitzendingen van onder meer Theo van Gogh en MokumTV.

## Levensloop
Buurma volgde de middelbare school in Arnhem en studeerde bestuursrecht aan de Universiteit Leiden. In 1992 ging hij naar Amsterdam, waar hij in 1998 huwde met VVD-gemeenteraadslid Pauline Haitsma, bij wie hij een dochter heeft.
Zijn eerste stap in de wereld van de media zette hij als stagiair bij het verhuurbedrijf Camera Rentals. Na enige tijd kon hij aan de slag als productieassistent bij de opnamen van Vals licht van Theo van Gogh. Daarna verhuurde hij zichzelf als freelance productieassistent en locatiemanager voor reclamespots, tot John de Mol Producties hem vroeg mee te werken aan de reconstructies in het programma Peter R. de Vries, misdaadverslaggever. Buurma heeft vier jaar aan dit programma gewerkt. Daarna leidde hij een businessunit TV & Streaming Media van het internetbedrijf Lost Boys. Het bedrijf verlegde de aandacht van tv en streaming media op internet naar crossmediaproducties. Begin 2004 werd hij directeur van SALTO Omroep Amsterdam, in 2016 trad hij af.